# Huoqiu
Huoqiu, tidigare romaniserat Hwokiu, är ett härad i staden Lu'an i provinsen Anhui i östra Kina.
Huoqiu är indelat i 21 köpingar och nio socknar.
Köpingar (zhen):

- Caomiao (曹庙镇)
- Chalu (岔路镇)
- Changji (长集镇)
- Chengguan (城关镇)
- Fanqiao (范桥镇)
- Fengjing (冯井镇)
- Gaotang (高塘镇)
- Hekou (河口镇)
- Huayuan (花园镇)
- Huhu (扈胡镇)
- Linshui (临水镇)
- Longtan (龙潭镇)
- Madian (马店镇)
- Mengji (孟集镇)
- Panji (潘集镇)
- Shidian (石店镇)
- Wulong (乌龙镇)
- Xiadian (夏店镇)
- Xindian (新店镇)
- Zhongxingji (众兴集镇)
- Zhouji (周集镇)

Socknar (xiang):

- Bailian (白莲乡)
- Chengxihu (城西湖乡)
- Fengling (冯瓴乡)
- Linhuaigang (临淮岗乡)
- Pengta (彭塔乡)
- Sanliu (三流乡)
- Shaogang (邵岗乡)
- Songdian (宋店乡)
- Wangjieliu (王截流乡)